# Acer cordatum
Acer cordatum är en kinesträdsväxtart som beskrevs av Ferdinand Albin Pax. Acer cordatum ingår i släktet lönnar, och familjen kinesträdsväxter.

## Underarter
Arten delas in i följande underarter:
- A. c. dimorphifolium
- A. c. microcordatum
- A. c. subtrinervium